# Беленки (Ульяновская область)
Беленки — деревня в составе Новоникулинского сельского поселения Цильнинского района Ульяновской области. 

## География
Находится на расстоянии примерно 28 километров на юго-запад по прямой от районного центра села Большое Нагаткино. 

## История
В 1913 в русской деревне было 28 дворов с населением 157 человек. В 1990-е годы работало отделение ОПХ «Новоникулинское».  

## Население
Население составляло 3 человек в 2002 году (русские 100%), 1 по переписи 2010 года.